# سن-موریس، کبک
سَن-موریس (به فرانسوی: Saint-Maurice) قصبه‌ای در منطقه شهری له شنو ناحیه موریسی در استان کبک کانادا است. در سرشماری سال ۲۰۱۱ این قصبه ۲٬۳۴۸ نفر جمعیت داشته‌است و مساحت آن ۹۰٫۳۳ کیلومتر مربع است.